# Filipínské moře
Filipínské moře (čínsky znaky 菲律宾海, japonsky フィリピン海, anglicky Philippine Sea, indonésky Laut Filipina, tagalsky Dagat Pilipinas) je okrajové moře Tichého oceánu, které se nachází východně od Filipínského souostroví. Je největším okrajovým mořem na světě s rozlohou přibližně 5,7 milionu km².
Dno Filipínského moře je tvořeno Filipínskou tektonickou deskou, která je aktivní oblastí subdukce a interakce s Euroasijskou deskou. Tato geologická činnost vytvořila významné podmořské příkopy, včetně Mariánského příkopu, což je nejhlubší místo na světě.

## Geografie
Filipínské moře je ohraničeno:
- na západě Filipínami a Tchaj-wanem,
- na severu Japonskem,
- na východě Mariánskými ostrovy,
- na jihovýchodě Karolinskými ostrovy,
- na jihu Palau.

Moře zahrnuje několik významných podmořských struktur a příkopů, jako je Izu–Boninský příkop, Mariánský příkop, Nankaiský příkop a Filipínský příkop.

## Ekosystémy
Filipínské moře je známé svou bohatou biologickou rozmanitostí. Je součástí Korálového trojúhelníku, což je globální centrum mořské biodiverzity. Moře obsahuje více než 500 druhů korálů, 3 000 druhů ryb a řadu ohrožených druhů, jako je žralok obrovský a dugong indický.

## Historie

### Druhá světová válka
Během druhé světové války se v roce 1944 odehrála významná bitva ve Filipínském moři, která byla jedním z největších námořních střetnutí v historii. Tato bitva měla klíčový význam pro konečnou porážku japonského námořnictva.

## Ekonomický význam
Filipínské moře má strategický význam pro rybolov, námořní dopravu a těžbu přírodních zdrojů. Oblast Benham Rise, která je bohatá na ryby a minerály, je považována za klíčovou oblast pro udržitelné rybářství a výzkum.